# Bulungan (Mlonggo)
Bulungan is een bestuurslaag in het regentschap Jepara van de provincie Midden-Java, Indonesië. Bulungan telt 11.507 inwoners (volkstelling 2010).